# 平野長勝

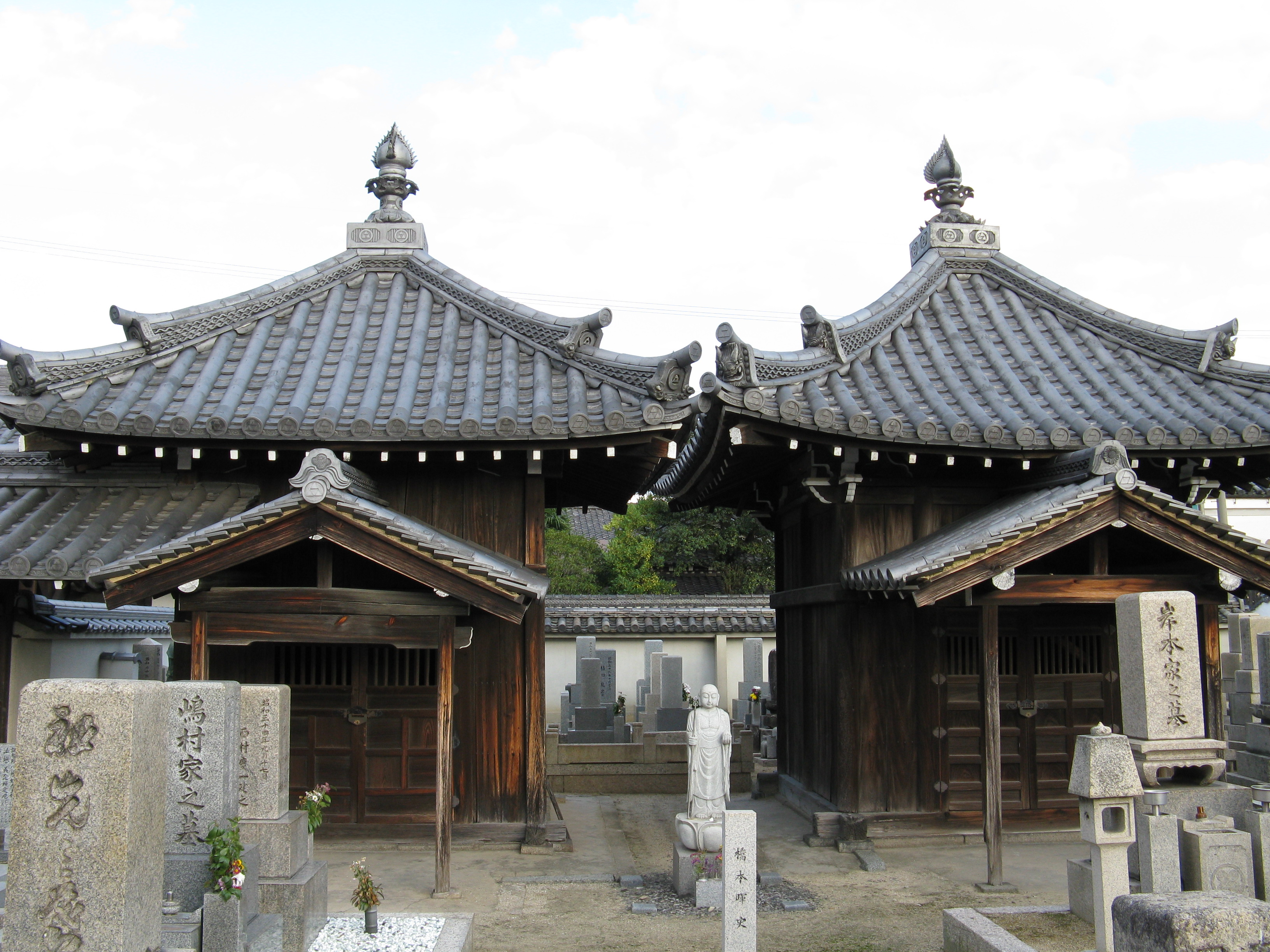
本誓寺・本覚院（平野長勝）廟（右側。左は平野長発の廟）

平野 長勝（ひらの ながかつ、慶長8年（1603年）- 寛文8年2月9日（1668年3月21日））は、大和交代寄合表御衆田原本2代領主。平野長泰の長男。正室は小浜光隆の娘。通称権平。妹に下間仲虎（西本願寺の臣）の妻。養子に平野長政（七沢清宗の長男）。
寛永5年（1628年）に遺領を相続し、十市郡薬王寺村に仮陣屋を構えた。寛永12年（1635年）田原本に陣屋の建造を始めるが、寺内町を支配する浄土真宗教行寺と対立した。正保4年（1647年）教行寺を著尾に移転させ、その跡に本誓寺を同地に移し、残りの土地に円城寺（慶安4年（1651年）創建、浄土真宗本願寺派、現浄照寺）を建立し、本誓寺（浄土宗）を菩提寺とした。慶安元年（1648年）に陣屋は完成し、それまでの薬王寺村より移り、町割の整備をし田原本の基礎を造った。
明暦2年（1656年）12月8日、将軍徳川家綱の命で、家綱の生母・宝樹院の異父弟である長政を養子とさせられた。
寛文8年（1668年）に66歳で没し、養子の長政が跡を継いだ。霊廟は、享保2年（1717年）11月に五十回忌に4代領主平野長英が建立した。
『尾張群書系図部集』では、長泰弟の長重を長泰の養子として、長勝は長重の子として記されている。